# 기타무라 료타
기타무라 료타(일본어: 北村 椋太, 1998년 6월 30일~)는 일본의 축구 선수이다.

## 구단 경력
그는 2021년 J3리그의 후쿠시마 유나이티드 FC에 입단했다. 2023년 테게바자로 미야자키로 이적했다.